# Терситский, Дмитрий Константинович
Дмитрий Константинович Терситский — советский хозяйственный, государственный и политический деятель.

## Биография
Родился в 1903 году в Ташкенте. Член КПСС с 1944 года.
С 1922 года — на хозяйственной, общественной и политической работе. В 1922—1974 гг. — инженер-ирригатор, главный инженер строительства Северного Ферганского канала, участник Великой Отечественной войны, начальник связи 1279-го стрелкового полка 389-й стрелковой дивизии, заслуженный ирригатор Узбекской ССР, управляющий трестом Узводстрой, начальник треста «Главголодностепстрой», директор института «Средазгипроводхлопок».
Избирался депутатом Верховного Совета Узбекской ССР 7-го и 8-го созывов.
За разработку и внедрение прогрессивных методов по орошению и первичному комплексному освоению целинных земель Голодной степи в 1972 году был в составе коллектива удостоен Ленинской премии.
Умер в Ташкенте в 1974 году.